# Ligusticum mare
Ligusticum mare (en grec antic το Λιγυστικὸν πέλαγος) va ser l'antic nom que es donava a la part de la Mediterrània que limitava amb la costa de Ligúria i es trobava al nord de la mar Tirrena.
El nom s'aplicava, com altres noms que feien referència a llocs similars, amb una gran vaguetat, sense precisar-ne els límits, i de vegades aplicant-lo només a l'actual Golf de Gènova, al que Luci Anneu Flor anomena Ligusticus Sinus. Plini el Vell aplica el nom a una extensió de mar que arribava fins a Còrsega, a la que situa "in ligustico mare".
Alguns geògrafs grecs denominaven així a tota la part de la Mediterrània que anava des de les costes d'Hispània fins a Etrúria, i comprenia el mare Gallicum i tot el golf de Lleó. L'ús limitat del nom sembla que va ser el més utilitzat, fins i tot pel mateix Plini.